# مارتا توماتش
مارتا توماتش (بالنرويجية البوكمول: Marta Tomac)‏ مواليد 20 سبتمبر 1990 في زغرب، هي لاعبة كرة يد كرواتية نرويجية تلعب كوسط مدافع. مثلت كل من منتخب كرواتيا لكرة اليد للسيدات ومنتخب النرويج لكرة اليد للسيدات. حققت المركز الأول في بطولة العالم لكرة اليد للسيدات 2015.

## سجل المنافسة
شاركت في البطولات التالية:
- بطولة العالم لكرة اليد للسيدات 2015
- بطولة أوروبا لكرة اليد للسيدات 2016

## الإنجازات
- بطولة أوروبا لكرة اليد للسيدات
  - الفوز: 2016
- بطولة العالم لكرة اليد للسيدات:
  - الفوز: 2015

## روابط خارجية
- مارتا توماتش على موقع الاتحاد الدولي لكرة اليد (الإنجليزية)
- مارتا توماتش على موقع الاتحاد الأوروبي لكرة اليد (الإنجليزية)
- مارتا توماتش على موقع الاتحاد النرويجي لكرة اليد (النرويجية)
- مارتا توماتش على موقع اللجنة الأولمبية الدولية (الإنجليزية)
- مارتا توماتش على موقع أوليمبيديا (الإنجليزية)